# Fiskträsk
Fiskträsk är en sjö i Finland. Den ligger i kommunen Sibbo i landskapet Nyland, i den södra delen av landet, 23 km nordost om huvudstaden Helsingfors. Fiskträsk ligger 44 meter över havet. I omgivningarna runt Fiskträsk växer i huvudsak blandskog. Arean är 23,5 hektar och strandlinjen är 4,27 kilometer lång. Sjön  ingår i Sibbo å huvudavrinningsområde. 